# 마투르

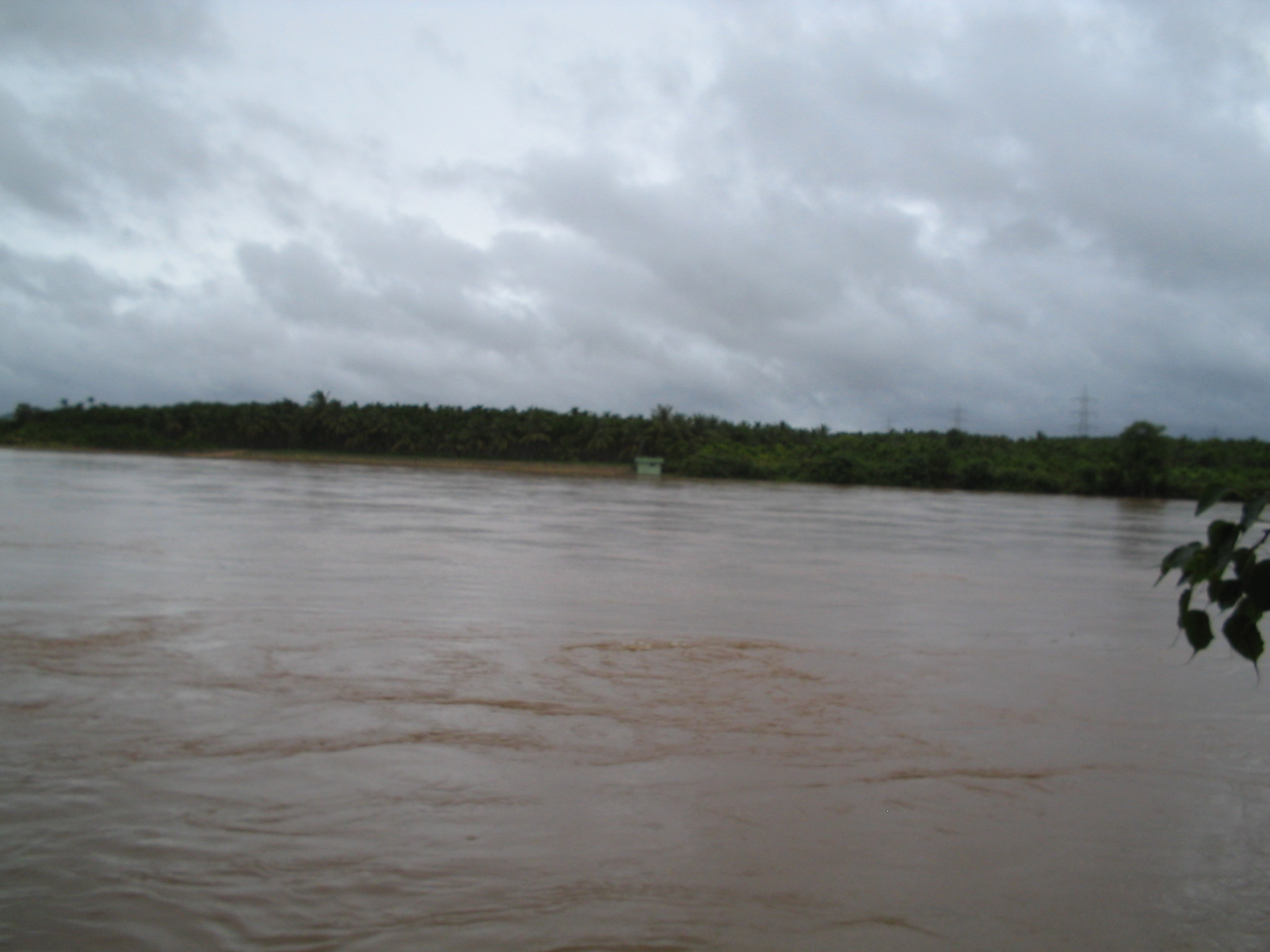

마투르(Mattur)는 남부 인도 칸나다어 사용 주인 카르나타카 주에 있는 마을이다. 시바모그가 시 근처에 있다. 마투르 마을은 산스크리트어 마을로 유명한데, 마을 주민 전체가 산스크리트어를 일상어로 사용한다. 또한 고대 인도 경전인 베다와 베단타를 가르치고 배운다. 마투르 마을 인근에는 호사할리 마을이 있는데 쌍둥이 마을이라 할만큼 흡사하여 자주 양쪽이 같이 언급된다.